# Dendrobium hawkesii
Dendrobium hawkesii är en orkidéart som beskrevs av Alfonse Henry Heller. Dendrobium hawkesii ingår i släktet Dendrobium, och familjen orkidéer.
Artens utbredningsområde är Vietnam. Inga underarter finns listade i Catalogue of Life.